# 萊哈尼亞斯
萊哈尼亞斯是哥倫比亞的城鎮，位於該國中部，由梅塔省負責管轄，距離首府比亞維森西奧128公里，始建於1958年，面積852平方公里，海拔高度880米，2005年人口9,091。
3°31′36.50″N 74°01′23.60″W / 3.5268056°N 74.0232222°W